# Cantone di Trappes
Il Cantone di Trappes è una divisione amministrativa dell'Arrondissement di Versailles.
A seguito della riforma complessiva dei cantoni del 2014 è passato da 1 a 3 comuni.

## Composizione
Prima della riforma del 2014 comprendeva il solo comune di Trappes; dal 2015 comprende i comuni di:
- Élancourt
- Trappes
- La Verrière